# Ritzing, Moselle
Ritzing är en kommun i departementet Moselle i regionen Grand Est (tidigare regionen Lorraine) i nordöstra Frankrike. Kommunen ligger i kantonen Sierck-les-Bains som tillhör arrondissementet Thionville-Est. År 2018 hade Ritzing 179 invånare.

## Befolkningsutveckling
Antalet invånare i kommunen Ritzing
| Referens: INSEE |